# Annibale I Bentivoglio
Annibale I Bentivoglio (ur. w 1413 w Bolonii, zm. 24 kwietnia 1445 tamże) – szlachcic i kondotier boloński. Był synem Antona Galeazzo Bentivoglio. Rządził Bolonią w latach 1443-1445.

## Życiorys
W 1435 musiał opuścić Bolonię, ponieważ kard. Giovanni da Treviso rozkazał zamordować jego ojca. W 1441 powrócił, gdzie rządził jak absolutny władca Niccolò Piccinino, postawiony na czele miasta przez Viscontich. W tym samym roku Filippo Maria Visconti wybrał mu za małżonkę Donninę Visconti, córkę Lancilotto Viscontiego, syna Bernabò Viscontiego.
Widząc w Annibale potencjalne niebezpieczeństwo dla swoich przywilejów, Piccinino rozkazał go aresztować i zamknąć w zamku Varano niedaleko Parmy. Stąd został uwolniony 3 czerwca 1443 przez Galeazzo Marescottiego i przez innych swoich zwolenników. Powróciwszy do Bolonii, zastał tam bunt przeciwko Piccinino zorganizowany przez najważniejsze rodziny bolońskie. Być może Annibale stanął wówczas na czele buntu. Po wygnaniu Piccinino Bolończycy postawili go na czele Szesnastu Reformatorów, co w praktyce oznaczało, że został panem miasta.
Jego rządy wywołały niezadowolenie rodu Canetoli, który rywalizował z Bentivoglio. Annibale próbował złagodzić nastroje, stawiając Battistę Canetoli na czele starszyzny miasta, ale nie przyniosło to oczekiwanego efektu. Canetoli zawiązali spisek mający na celu przejęcie władzy w mieście. Przy pomocy rodziny Ghisileri urządzili na Annibale zasadzkę i w 1445 zamordowali go. Wywołało to negatywną reakcję innych rodów, na skutek czego członkowie rodzin Canetoli i Ghisileri zostali skazani na śmierć lub wygnani z Bolonii.
Po śmierci Annibale pojawił się problem, komu oddać władzę w mieście. Jego syn Giovanni miał zaledwie dwa lata. Pierwszym obywatelem miasta został więc mianowany Sante Bentivoglio, syn Ercole Bentivoglio, kuzyna Annibale.